# Distrito de Angasmarca

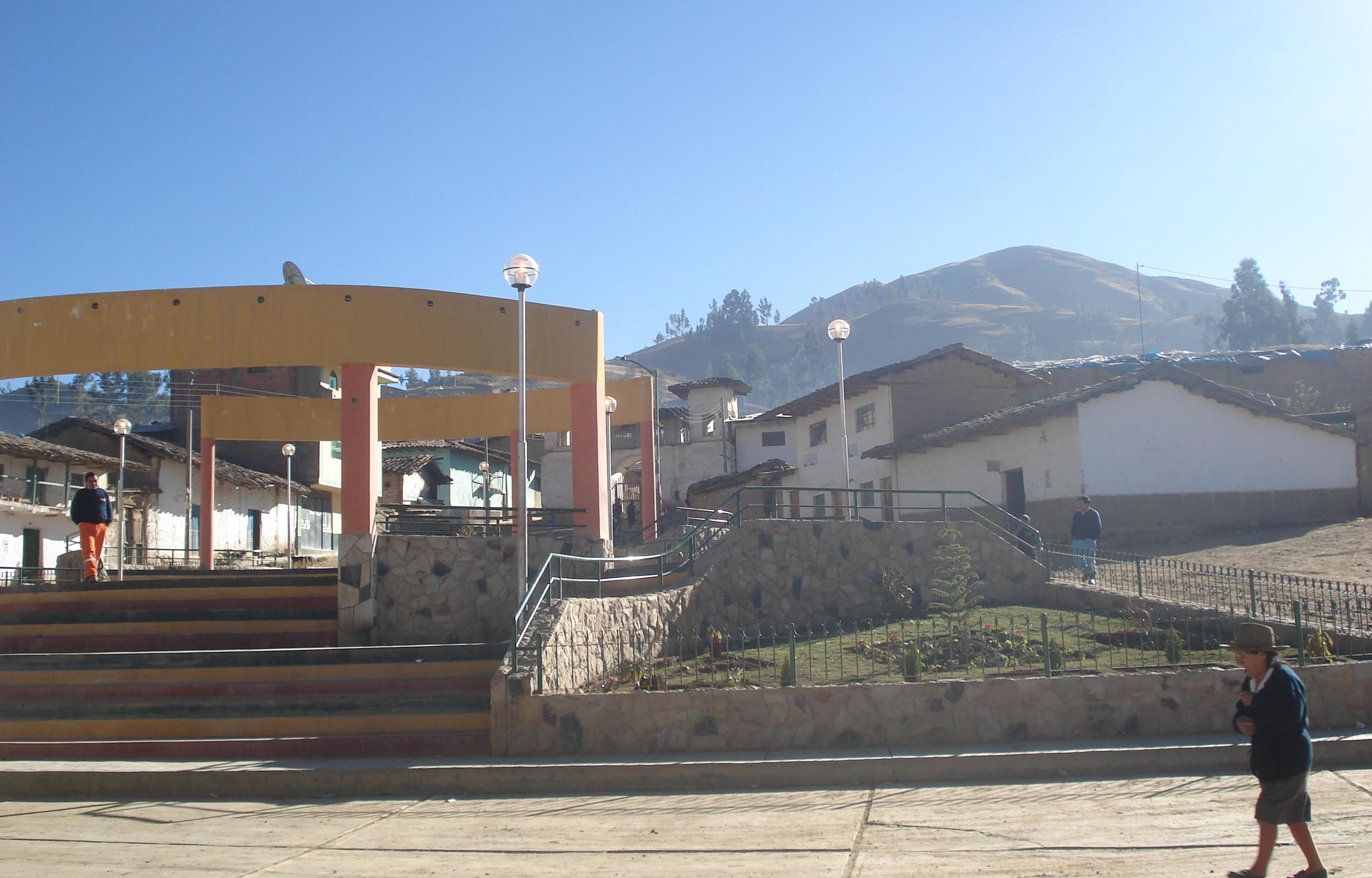
Plaza Mayor de Angasmarca, la capital distrital.

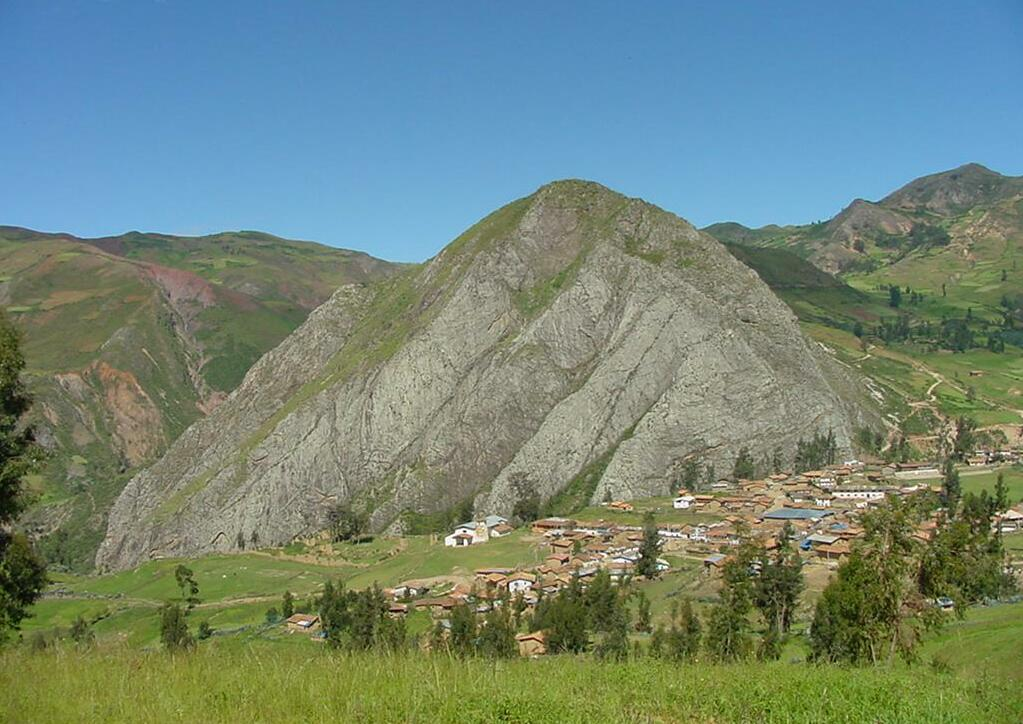
Vista del cerro Pirámide.

El distrito de Angasmarca es uno de los ocho que conforman la provincia de Santiago de Chuco, ubicada en el departamento de La Libertad en el Norte del Perú.  Limita por el Norte y por el Este con el distrito de Cachicadán; por el Sur con el distrito de Santa Cruz de Chuca; y, por el Oeste con el distrito de Mollebamba.
Desde el punto de vista jerárquico de la Iglesia católica, forma parte de la arquidiócesis de Trujillo.

## Historia
El distrito fue creado bajo la Ley N.º 24315 del 21 de septiembre de 1985, en el primer gobierno del Presidente Alan García.

## Geografía
Abarca una superficie de 152,00 kilómetros cuadrados y tiene una población estimada mayor a 4870 habitantes, la misma que está ubicada en el margen izquierdo del río Angasmarca, mientras que para el lado derecho posee su imponente cerro de forma piramidal que está constituido por un monoclinal de cuarcitas de la formación chimú perteneciente al periodo cretácico.

## Centros poblados
El distrito de Angasmarca cuenta con los siguientes centros poblados:
- Angasmarca
- Huacascorral
- Cruz de Chuca
- Chusgón
- Totoropampa
- Tambo Pampamarca
- Las Manzanas
- Mullipampa
- Cruz Pampa
- Colpa Seca
- Quillupampa

## Autoridades

### Municipales
2023 - 2026
- Alcalde: Moisés Tandaypan Velásquez, de Fortaleza Perú.
- Regidores:

1. Alan Ebelio Calipuy Trujillo (Fortaleza Perú)
2. María Silvia Rebaza Llajaruna (Fortaleza Perú)
3. Jairo Génesis Ulloa Parimango (Fortaleza Perú)
4. Xiomara Stefania Paredes Geldres (Fortaleza Perú)
5. Maritza Elizabeth Vilchez Trujillo (Acción Popular)

2019 - 2022
- Alcalde: Pepe Valdemar Ramos Mecola, de Restauración Nacional.
- Regidores:

1. Pepe Joel Peña Miranda (Restauración Nacional)
2. Daniel David Burgos De la Cruz (Restauración Nacional)
3. Santos Felipe Tandaypan De la Cruz (Restauración Nacional)
4. Rosmery Lidionit Vera Rebaza (Restauración Nacional)
5. Yobani David Trujillo Murga (Alianza para el Progreso)

Alcaldes anteriores
- 1987 - 1989: Gerardo Mercedes Galarreta Flores, del Partido Aprista Peruano.
- 1993 - 1995: Gregorio Nicolás Valverde Esquivel, del Movimiento Independiente 93.
- 1996 - 1998: Segundo Pablo Quezada Lavado, de L.I. Nro  9 Transformación y Progreso.
- 1999 - 2002: Oscar Enrique Lihón Otiniano, del Movimiento Independiente Vamos Vecino.
- 2003 - 2006: Segundo Pablo Quezada Lavado, de la Alianza Electoral Unidad Nacional.
- 2007 - 2010: Diógenes Santiago Geldres Velásquez, de Acción Popular.
- 2011 - 2014: Diógenes Santiago Geldres Velásquez, de Acción Popular.
- 2015 - 2018: Percy Henri Geldres Sare, de Acción Popular.

## Atractivos turísticos
La localidad ofrece varios lugares atractivos como las ruinas arqueológicas ubicadas en las faldas del cerro Angasmarca, el río Angasmarca, sus diversos caminos y circuitos, las ruinas de la que en otros años fue la Casa Hacienda y por supuesto uno de los mayores atractivos es la iglesia Matriz que data del siglo XVIII donde se pueden apreciar las capillas, santos y hasta un pequeño museo en el que se puede apreciar los perfectos trabajos del arte colonial.

## Festividades
Las fiestas patronales de Angasmarca son diversas, sin embargo hay dos en particular, la del 10, 11 y 12 de mayo en honor al Señor de la Misericordia y la más importante y concurrida se lleva a cabo los días 28, 29 y 30 de agosto en honor a la virgen Santa Rosa de Lima.